# Deck (Tarot)
Als Deck (englisch deck, allgemein für einen ‚Kartensatz‘) wird im Deutschen spezifisch ein bestimmter Satz von Tarotkarten bezeichnet. Auch andere zum Zweck des Kartenlegens verwendete Sätze von Orakelkarten wie zum Beispiel Lenormandkarten und Kipperkarten werden als Decks bezeichnet.
Die Zahl der Tarot-Decks ist geradezu unüberschaubar und geht in die Hunderte und Tausende. Ein größter Teil entspricht von der Struktur, also der Zahl und der Benennung der Karten her, weitgehend dem klassischen Tarotblatt. Der bekannteste Vertreter dieser Gruppe ist das Tarot de Marseille. 
Diese Decks bestehen aus 78 Karten, nämlich 22 Trumpfkarten, den großen Arkana, und 56 weiteren Karten, den kleinen Arkana. Die kleinen Arkana wiederum bestehen aus 4 mal 14 Karten, entsprechend den vier Farben. Jede Farbe besteht aus 4 Hofkarten und 10 Zahlkarten.
Die Decks unterscheiden sich dabei voneinander in:
- Darstellung der einzelnen Karten, insbesondere der Trümpfe,
- Namen der Karten und Farben,
- ergänzenden Informationen, wie zum Beispiel astrologische Zuordnungen von Karten zu Tierkreiszeichen oder Planeten.

Decks, die von den klassischen Decks erheblich abweichen, werden manchmal auch als „freie Decks“ bezeichnet. 
Abweichungen in der Struktur – also etwa in der Zahl der Karten – sind selten, abgesehen von der relativ großen Gruppe von Decks, die nur aus den Trumpfkarten bestehen.
Zu den strukturell abweichenden Decks zählt beispielsweise das Universal-Tarot von Maxwell Miller nur 74 Karten, da sich der Künstler aus astrologischen und numerologischen Gründen entschloss, die Pagen-Karten zu entfernen. Oft besteht der Satz tatsächlich aus 80 Karten, da beim Druck der Karten die Papierbögen 80 Karten ergeben. Gelegentlich werden daher die beiden überzähligen Karten mit weiteren Bildern, bei einigen Ausgaben des von Aleister Crowley entworfenen Crowley Thoth Tarot zum Beispiel mit verworfenen Entwürfen für den Magier, bedruckt. Meist aber werden die beiden Karten auch einfach mit Titelangaben (Autor, Titel, Verlag, Jahr, Copyright etc.) und mit zusätzlichen Informationen (etwa entsprechend einem Klappentext) bedruckt.
Die bekanntesten und am meisten verwendeten Decks sind:
- Tarot de Marseille mit seinen zahlreichen Varianten,
- Waite Tarot,
- Crowley Thoth Tarot.

Da Tarot-Decks häufig nicht über den Verlagsbuchhandel vertrieben werden, also zur grauen Literatur zählen, werden auch keine Pflichtexemplare abgeliefert. Zudem gehören Tarot-Decks im Allgemeinen nicht zu den Sammelgebieten öffentlicher oder wissenschaftlicher Bibliotheken. Bibliographische Nachweise sind daher bestenfalls lückenhaft, vor allem bei vor 1950 erschienenen Decks. Bei vielen älteren Decks kann das Erscheinungsjahr daher nur ungefähr bestimmt werden.